# Estação Tobalaba
A Estação Tobalaba é uma das estações do Metrô de Santiago, situada em Santiago, entre a Estação Los Leones, a Estação El Golf e a Estação Cristóbal Colón. É uma das estações terminais da Linha 4 e faz parte da Linha 1.
Foi inaugurada em 31 de agosto de 1980. Localiza-se no cruzamento da Avenida Apoquindo com a Avenida Tobalaba. Atende as comunas de Las Condes e Providencia.